# 武功県
武功県（ぶこう-けん）は中華人民共和国陝西省咸陽市に位置する県。

## 行政区画
- 街道:普集街道
- 鎮:蘇坊鎮、武功鎮、游風鎮、貞元鎮、長寧鎮、小村鎮、大荘鎮